# Jacques Vieille
Jacques Vieille (Baden-Baden, Alemanya, 1948) és un artista contemporani.

## Principals exposicions personals
- Espai 10, Fundació Joan Miró, Barcelona, 1985, on va declinar les característiques constructives de l'Espai 10 a partir d'una estructura monumental irònica realitzada amb cavallets i culminada amb unes planxes corbades que remetien a l'organicitat de les voltes catalanes de Josep Lluís Sert.[1]
- Pou Arthur-de-Buyer, Magny-Danigon, 1990[2] · .[3]